# Charles Louis Napoléon d’Albert

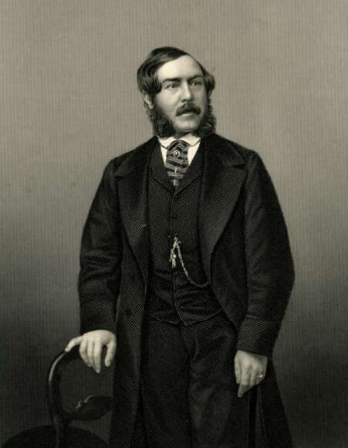
Charles d’Albert

Charles Louis Napoléon d’Albert (kurz oft Charles d’Albert, * 25. Februar 1809 in Nienstedten (heute zu Hamburg); † 26. Mai 1886 in London) war ein französischer Ballettkomponist und Ballettmeister, der in Deutschland geboren und in England berühmt wurde. Er wirkte vor allem in London, Newcastle und Glasgow. Er war der Vater des Komponisten Eugen d’Albert.

## Leben und Werk
Charles d’Alberts Vater François Bénédicte d’Albert war persönlicher Adjutant Napoleons I. Er trat im damals französisch besetzten Altona für die Deutschen ein. Er nannte sich meist Franz d’Albert. Er heiratete 1805 eine Deutsche und starb kurz nach der Geburt seines Sohnes Charles Louis Napoléon im Jahr 1809. Charles d’Alberts Mutter siedelte mit ihrem Sohn nach London über und ließ ihn von Friedrich Wilhelm Michael Kalkbrenner im Klavierspiel unterweisen. Der musikalisch begabte Charles trat als Tanzkorrepetitor in ein Theater in Covent Garden ein und wurde bald Ballettmeister. Er komponierte schon bald leichte „musikalische Tagesware“.
Charles d’Albert schuf in seinem Leben mehr als 300 Musikstücke. Darunter befanden sich 81 Quadrillen, 76 Walzer, 64 Polkas und 48 Galopps. Seine Stücke hatten meist die Form von Klavierduetten oder Arrangements für Orchester oder Militärkapelle.

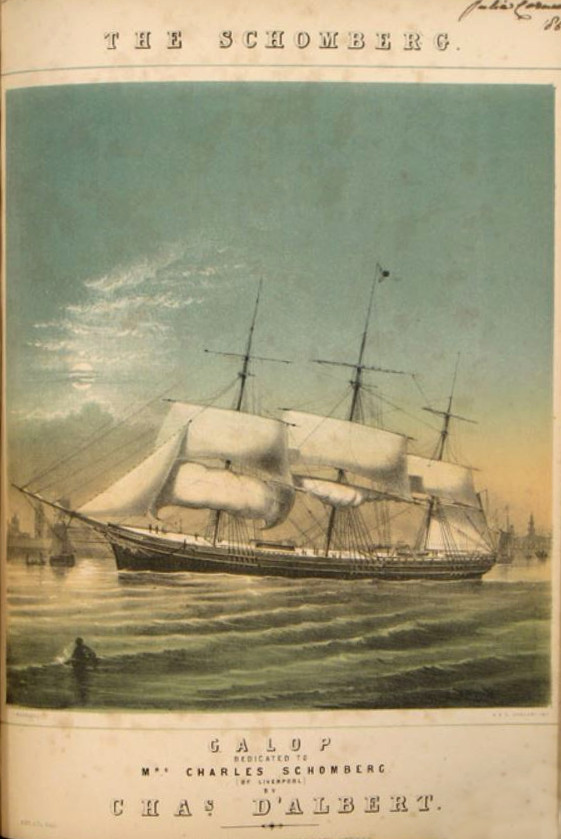
Notencover mit dem Schoner Schomberg (1855)

Einige seiner Kompositionen zeigen auf den Notencovern berühmte Schiffe der Zeit, weshalb diese Objekte auch für Museen und den Kunsthandel von Interesse sind. Charles d’Albert schrieb beispielsweise den Schomberg-Galopp für den Stapellauf des Emigranten-Schiffes Schomberg und widmete dieses Stück Kapitän Charles Schomberg aus Liverpool. Dieser wirkte als Leiter des Auswanderungsinspektionsdienstes für den Hafen von Liverpool. Das Schiff brachte Menschen und Fracht nach Australien während des Goldrausches der 1850er Jahre.